# Hahausen
Hahausen is een plaats en voormalige gemeente in de Duitse deelstaat Nedersaksen. De gemeente maakte deel uit van de Samtgemeinde Lutter am Barenberge in het Landkreis Goslar tot deze op 1 november 2021 werd opgeheven en de deelnemende gemeenten werden opgenomen in de gemeente Langelsheim. Hahausen telt 769 inwoners.
- Gemeinsame Normdatei: 4104368-6
- Virtual International Authority File: 240836805